# Юбилейный (дворец спорта, Орск)
Дворе́ц спо́рта «Юбиле́йный» — дворец спорта в городе Орске (Оренбургская область, Россия). Вместимость 4 500 зрителей. Здесь проводит свои домашние матчи хоккейный клуб «Южный Урал».
Строительство дворца спорта началось в середине 1980-х годов. Он открылся в конце августа 1985 года, к 250-летнему юбилею Орска.

## Свитера под сводом арены
Список, возможно, неполный
- Валерий Костин — № 25 (2010)[2]
- Виталий Казарин[3]
- Александр Усачёв (16 февраля 2011)[3]
- Шамиль Гизатуллин — № 17 (22 ноября 2011)[4]
- Виталий Бовдуй — № 2 (5 ноября 2012)[5]
- Юрий Фролкин — № 10 (3 марта 2013)[6]
- Виктор Юдин — № 14 (9 января 2014)[7]
- Роман Музычко — № 13 (19 сентября 2018)[8]
- Олег Марзоев (27 ноября 2020)[9]
- Александр Косянов — № 7 (1 октября 2023)[10]
- Анатолий Ламерт — № 13 (27 февраля 2024)[11]